# کتابخانه لهستان در پاریس

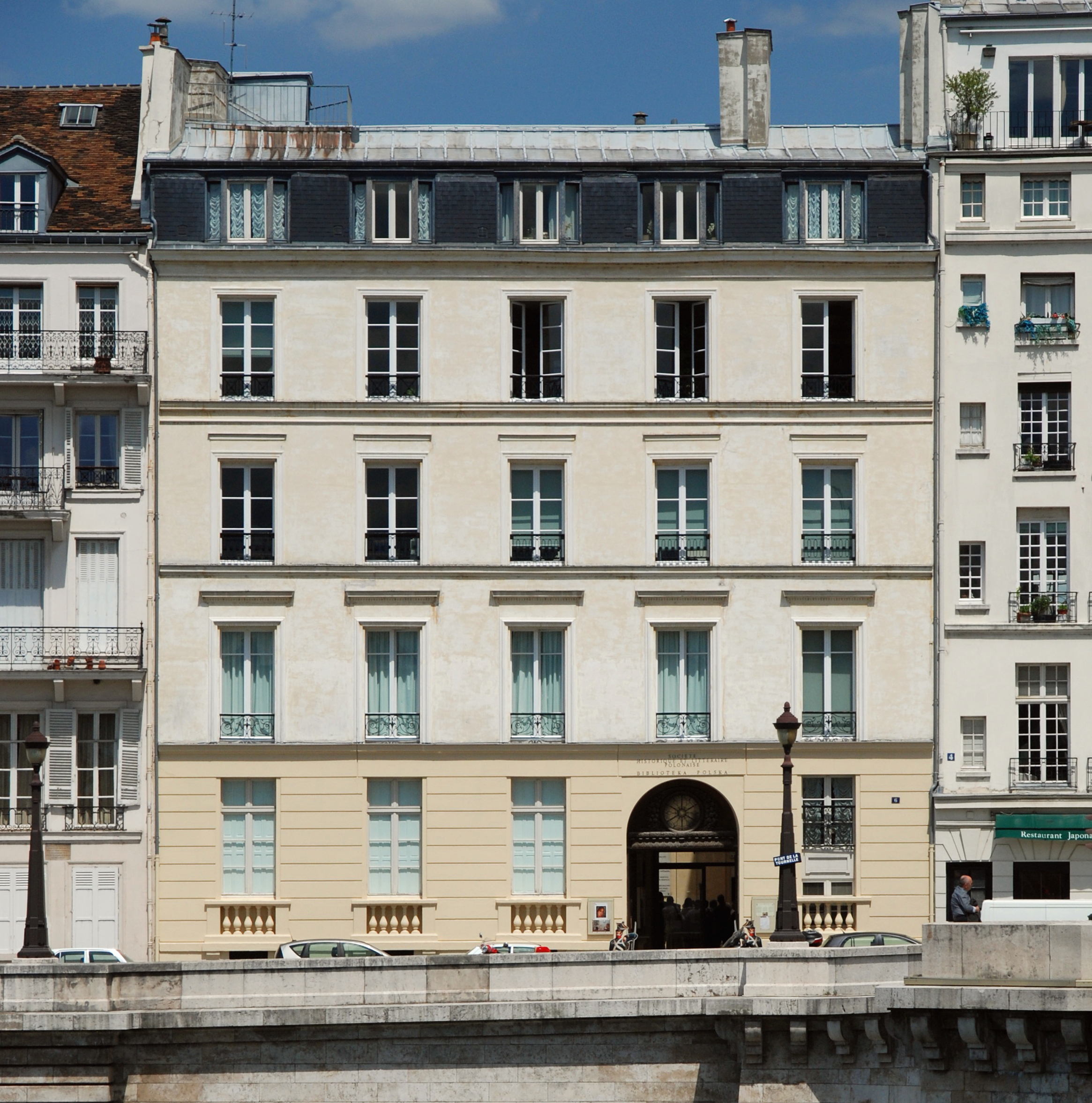
کتابخانه لهستان در پاریس در سال ۲۰۱۱

کتابخانه لهستان در پاریس (به فرانسوی: Bibliothèque Polonaise de Paris، لهستانی: Biblioteka Polska w Paryżu) یک مرکز فرهنگی لهستانی با اهمیت ملی است. این کتابخانه در سال ۱۸۳۸ توسط آدام Jerzy Czartoryski , Julian Ursyn Niemcewicz و Karol Sienkiewicz و دیگران تأسیس شد. اولین وظیفه آن حفاظت از کلیه کتابها، اسناد، بایگانی‌ها و گنجینه‌های با اهمیت ملی بود. این یک منبع تاریخی و مستند است که برای استفاده لهستانی‌ها و سایر محققان و بازدیدکنندگان باز است. این کتابخانه سه موزه مربوط به هنرمندان برجسته لهستانی را در خود جای داده‌است: سالن فردریک شوپن، موزه آدام میکیویچ و مجموعه هنری بولسلاو بیگاس. حافظه جهانی یونسکو آن را به عنوان یک مؤسسه منحصر به فرد در نوع خود ارزیابی می‌کند.